# 244

244(이백사십사)는 243보다 크고 245보다 작은 자연수다.

## 수학
- 합성수로, 그 약수는 1, 2, 4, 61, 122, 244다. 진약수의 합은 190이므로 244는 부족수다.
- 자릿수 제곱합이 제곱수인 31번째 자연수다. 이 성질을 지닌 앞의 수는 236, 다음 수는 263이다. (OEIS의 수열 A175396)
  - {\displaystyle 2^{2}+4^{2}+4^{2}=4+16+16=36=6^{2}}
- {\displaystyle 244=10^{2}+12^{2}}
  - 연속하는 두 짝수의 제곱합으로 나타낼 수 있으며, 이 성질을 지닌 앞의 수는 164, 다음 수는 340이다.
- {\displaystyle 244=1^{5}+3^{5}}
  - 연속하는 두 홀수의 5제곱합으로 나타낼 수 있는 가장 작은 수이며, 이 성질을 지닌 다음 수는 3368이다.
- {\displaystyle 13^{3}-1}은 244로 나누어떨어진다.

## 과학
- NGC 244: 고래자리 방향에 있는 렌즈형은하.
- 244 시타(영어판): 소행성.

## 교통

### 철도
- 대구 도시철도 2호선 영남대역의 역번호.

### 도로
- 고속도로 및 국도
  - 주간고속도로 제244호선(영어판): 미국의 주간고속도로.
  - 일본 244번 국도(일본어판): 홋카이도 아바시리시에서 네무로시까지 이어지는 일본의 국도.
- 기타 도로
  - 현도 제244호선

## 군사
- U-244(영어판): 제2차 세계 대전에 사용된 나치 독일의 군용 잠수함.

## 문화유산
- 대한민국의 국보 제244호: 초조본 유가사지론 권17
- 대한민국의 보물 제244호: 대구 동화사 비로암 석조비로자나불좌상
- 대한민국의 사적 제244호: 연천 경순왕릉

## 방송
- B tv의 TBS TV 채널 번호.
- U+ TV의 KFN 채널 번호.
- B tv 케이블의 채널U 채널 번호.

## 기타
- 연도: 244년, 기원전 244년